# Gruber Justice Prize
Der Gruber Justice Prize (etwa Gruber Gerechtigkeits-Preis, voller Name Justice Prize of the Peter and Patricia Gruber Foundation) war eine zwischen 2001 und 2011 von der Peter and Patricia Gruber Foundation mit Sitz auf Saint Thomas vergebene Auszeichnung. Mit ihr sollten Personen (und Organisationen) eine Anerkennung erhalten, die sich innerhalb des Rechtssystems um eine gerechte Welt verdient gemacht hatten. („The Justice Prize honors individuals who have advanced the cause of justice as delivered through the legal system.“)
Der Preis war – wie die anderen Gruber-Preise auch – mit 500.000 US-Dollar dotiert, die dem Preisträger zur freien Verfügung standen. Die Preisträger erhielten zusätzlich eine Goldmedaille, in die ihr Name und die gewürdigte Leistung eingraviert wurden. Die letzte Vergabe erfolgte 2011, dann wurde die Vergabe – wie die des Gruber-Preis für Frauenrechte – eingestellt. Stattdessen engagiert sich die Stiftung im Gruber Program for Global Justice and Women's Rights an der Yale Law School.

## Preisträger
- 2001 Anthony Roy Gubbay, Sternford Moyo für die Law Society of Zimbabwe
- 2002 Fali Sam Nariman
- 2003 Rosalie Silberman Abella, Bertha Wilson
- 2004 Arthur Chaskalson, Pius Langa
- 2005 Param Cumaraswamy
- 2006 Aharon Barak
- 2007 Carmen Argibay, Carlos Cerda, Mónica Feria
- 2008 Thomas Buergenthal, Jerome Shestack
- 2009 European Roma Rights Centre (ERRC), Bryan Stevenson
- 2010 Indian Law Resource Center, John Dugard, Michael Kirby
- 2011 The Association for Civil Rights in Israel (ACRI), Centro de Estudios Legales y Sociales (CELS), Kurdish Human Rights Project (KHRP), Barbara Arnwine, Morris Dees